# Epidendrum baumannianum
Epidendrum baumannianum är en orkidéart som beskrevs av Rudolf Schlechter. Epidendrum baumannianum ingår i släktet Epidendrum och familjen orkidéer. Inga underarter finns listade i Catalogue of Life.